# Elektrownia Kendal
Elektrownia Kendal – węglowa elektrownia cieplna około 40 km na południowy zachód od Witbank w Mpumalanga

## Historia
Kendal została zbudowana w latach 1982–1993. Budowę rozpoczęto w lipcu 1982 roku. Pierwszy blok  podłączono do sieci w 1988 roku.  Po ukończeniu w 1993 roku była największą elektrownią na świecie z suchym chłodzeniem. Chłodnie mają wysokość 165 m i szerokość przy podstawie 165 m. Produkcja energii odbywa się za pomocą sześciu bloków 686 MW o łącznej mocy wynoszącej 4116 MW. Elektrownia ma 2 kominy o wysokości 275 m.

## Zatrudnienie
Elektrownia zatrudnia około 850 pracowników

## Właściciel
Właścicielem jest Eskom Enterprises, spółka należąca do Eskom Holdings, która wytwarza około 95% energii elektrycznej zużywanej w Republice Południowej Afryki i około 45% energii elektrycznej zużywanej w Afryce.